# Домей, София
Анна София Домей (швед. Anna Sofia Domeij; род. 22 октября 1976, Худиксвалль, Швеция) — шведская лыжница и биатлонистка, участница Кубков мира по лыжным гонкам и биатлону, участница Олимпиады-2010.

## Биография
На международных соревнованиях по лыжным гонкам дебютировала в 1995 году. В 1996 году участвовала в юниорском чемпионате мира в Асиаго, лучшим результатом стало девятое место в гонке на 15 км коньковым стилем.
На Кубке мира по лыжным гонкам дебютировала в 1996 году на этапе в Кируне, заняв 73-е место в гонке на 5 км. Лучший результат в личных видах показала в 2003 году, заняв 15-е место на этапе в Бурлэнге. Приняла участие в 33 стартах Кубка мира. Лучший результат в общем зачёте Кубка мира — 67-е место в сезоне 2002/03. В 2003 году стала серебряным призёром чемпионата Швеции по лыжным гонкам, кроме того дважды в карьере выигрывала бронзу национального чемпионата.
В 2005 году перешла в биатлон, тренировалась в клубе города Эрншёльдсвик у Вольфганга Пихлера, Лейфа Андерссона и Стаффана Эклунда. В дебютной гонке на Кубке мира по биатлону, в сезоне 2005/06 в Эстерсунде, заняла 96-е место в спринте. В том же сезоне набрала первые очки в зачёт Кубка мира, заняв 26-е место в спринте в Рупольдинге.
Участвовала в чемпионате Европы 2006 года, лучшим результатом стало 19-е место в спринте.
Принимала участие в чемпионате мира 2007 года в Антерсельве, где лучшим результатом спортсменки стало 22-е место в спринте, а в преследовании финишировала 33-й. Также принимала участие в чемпионатах мира 2008 и 2009 годов, но высоких результатов не показывала.
Стала участницей зимней Олимпиады-2010 в Ванкувере, стартовала в двух видах программы — спринте и преследовании, и в обоих стартах заняла 41-е место.
Завершила карьеру по окончании сезона 2010/11. Лучшим результатом в Кубке мира в личных видах стало 10-е место в спринте на этапе в Пхёнчане в сезоне 2007/08, а в эстафетах — второе место в сезоне 2008/09 в Рупольдинге.

### Результаты в общем зачёте Кубка мира (биатлон)
- 2005/06 — 80-е место (5 очков)
- 2006/07 — 66-е место (16 очков)
- 2007/08 — 49-е место (38 очков)
- 2008/09 — 55-е место (97 очков)
- 2009/10 — 61-е место (62 очка)
- 2010/11 — очков не набирала

## Личная жизнь
Брат Андреас Домей тоже был спортсменом и участвовал в Кубке мира по лыжным гонкам.